# Hôtel de Ville (Vannes)

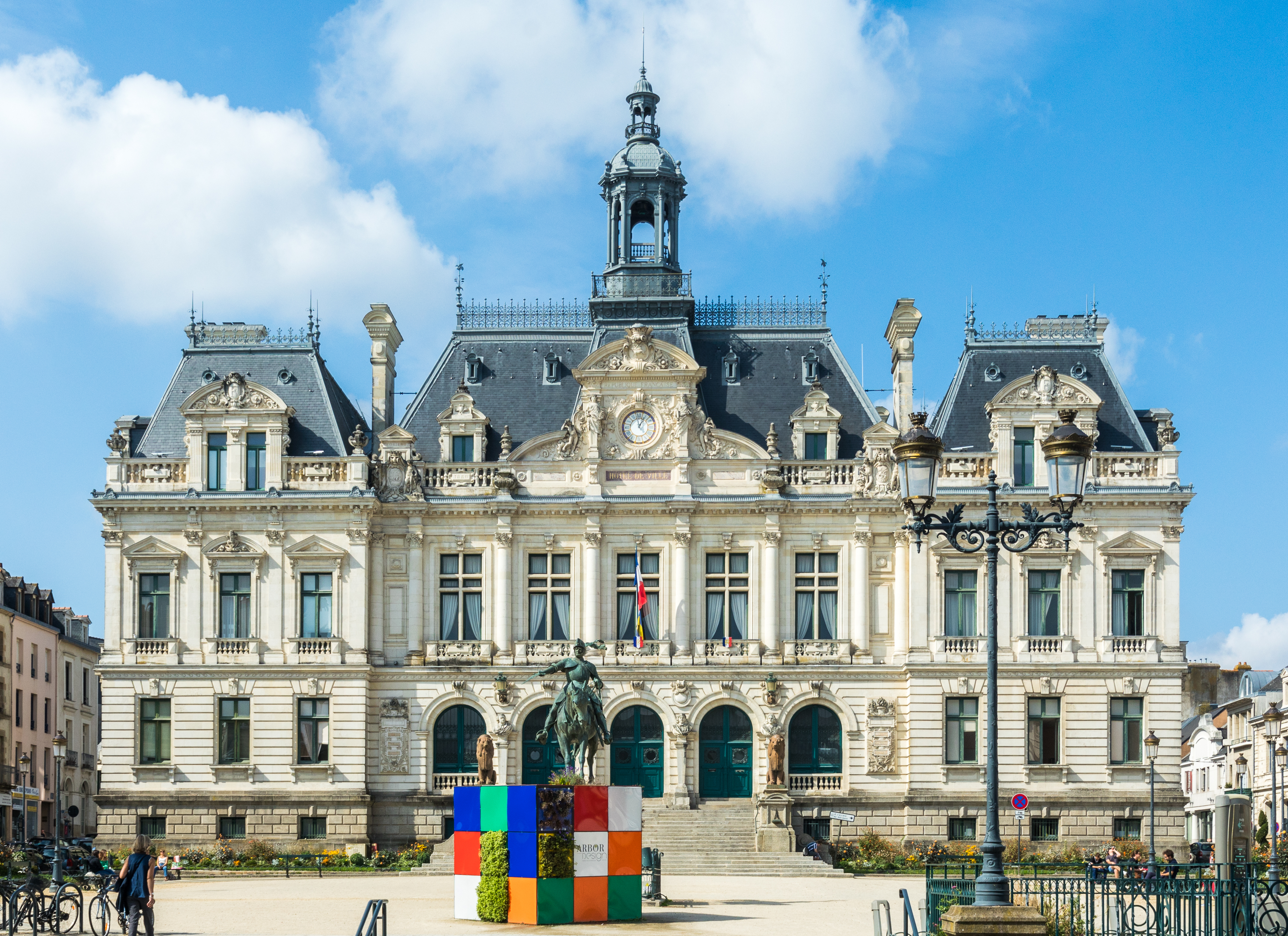
Das Hôtel de Ville (Rathaus) in Vannes

Das Hôtel de Ville in Vannes ist das zwischen 1880 und 1886 erbaute Rathaus der Stadt. Es befindet sich am Place Maurice-Marchais und ist seit dem 2. Dezember 1992 als Monument historique klassifiziert.

## Baugeschichte

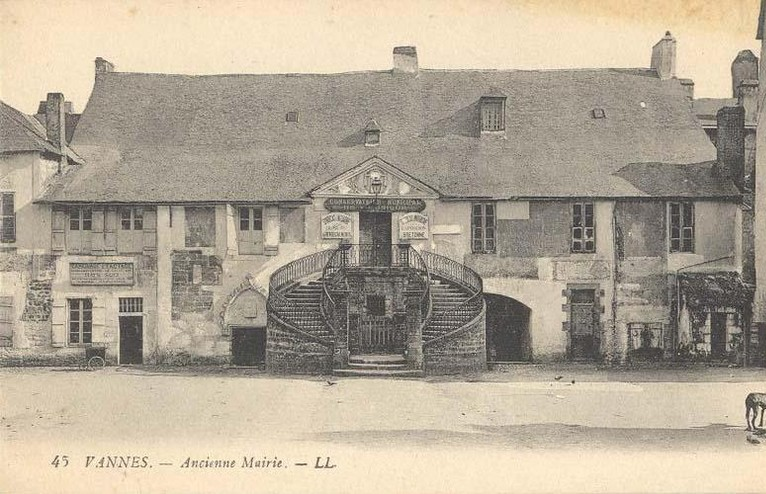
Ehemaliges Bürgermeisteramt, um 1900

Das Hôtel de Ville von Vannes sollte das alte baufällige Mairie-Gebäude ersetzen. Diese befand sich am Place des Lices und war ein Gebäude im typisch bretonischen Stil. Ihre Hufeisentreppe konnte vor dem Abriss gerettet werden und wurde in den 1960er Jahren in den Hof des Hôtel de Limur verlegt.
Das Hôtel de Ville ist ein Projekt des republikanischen Bürgermeisters Émile Burgault, der 1847 die Grundlagen für das Bauwerk schuf. Das Protokollbuch der Stadt erwähnt im Jahr 1861 die Bildung einer Kommission für die Planung des Projektes, das jedoch aufgrund anderer Prioritäten zurückgestellt wurde.
17 Jahre später erfolgte die Wiederaufnahme. Am 12. August 1878 legte der Gemeinderat von Vannes den Bauplatz an der Place Napoléon (heute Place Maurice Marchais) fest. Das Gebäude sollte nach dem Wahlsieg über die Monarchisten 1878 als Symbol republikanischer Ideen gelten.
Der Bau des Rathauses, dessen Grundstein am 12. Dezember 1880 gelegt wurde, erstreckte sich über eine Zeit von sechs Jahren. Die Kosten, im Juni 1880 noch auf 410.937,90 Francs geschätzt, beliefen sich am Ende auf fast 800.000 Francs. Die erhöhten Baukosten waren einer der Gründe für den Sieg der Monarchisten bei den Gemeindewahlen 1888, die das Rathaus als „Burgault-Wahnsinn“ anprangerten.
Eröffnet wurde das Hôtel de Ville am 11. Juli 1886 vom Postminister Félix Granet begleitet von Bürgermeister Émile Burgault, dem Unterstaatssekretär des Inneren Jean Bernard du Doubs sowie lokaler Persönlichkeiten.

## Restaurierung

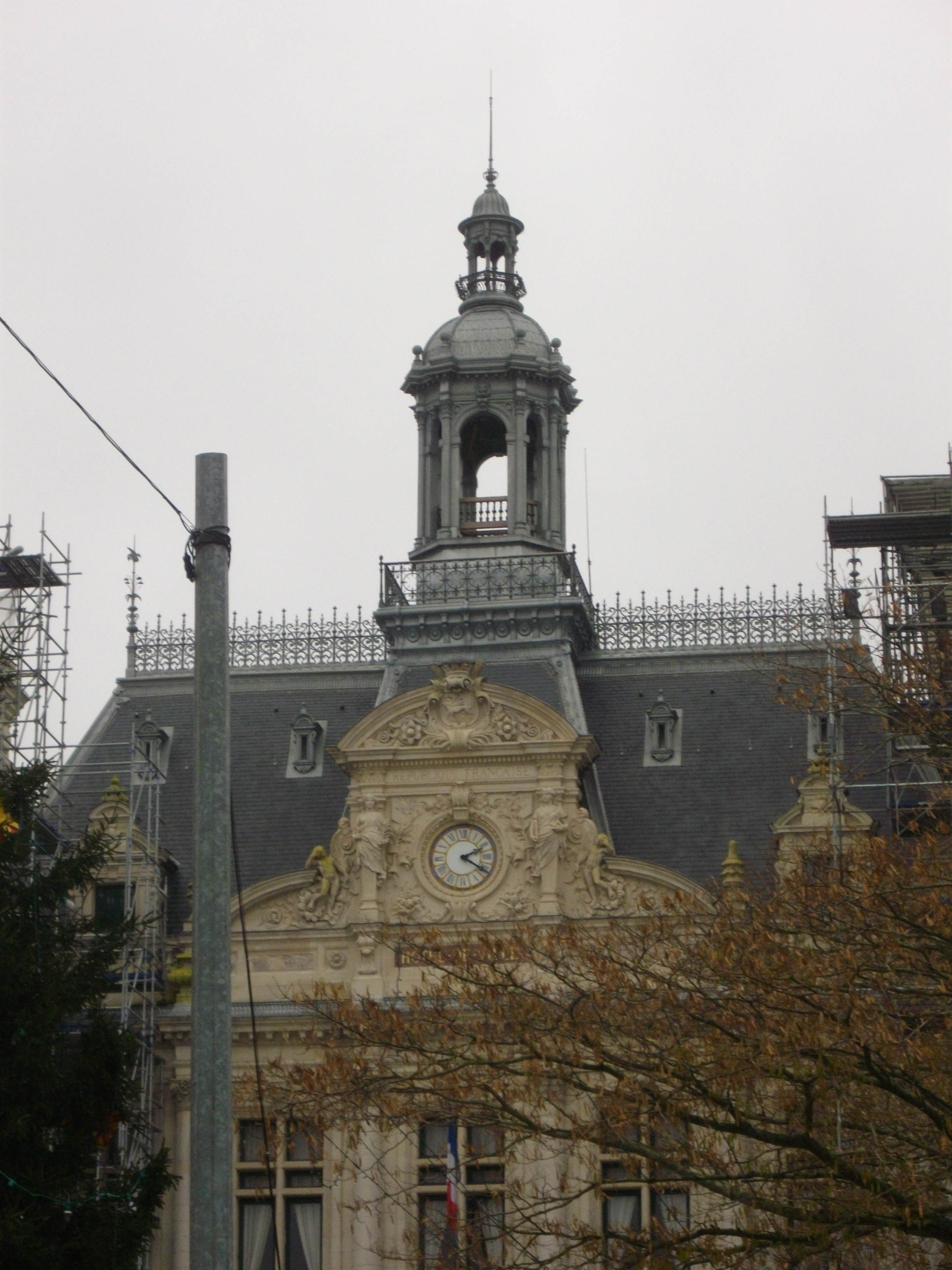
Rathausuhr und Glockentürmchen

Im Juni 2010 wurde der obere Teil des Glockentürmchen abgenommen und notwendigen Reparaturen unterzogen, da dieses seit Baubeginn nach und nach Beschädigungen erlitt. Die Maßnahmen hatten auch die Restaurierung des gesamten Daches zum Ziel, einschließlich des Dachreiters, der Dekorationselemente aus Zink und des Schornsteins. Die Kosten der Teilrestaurierung werden bei einer Dauer von vier Jahren auf 3 Millionen Euro geschätzt.

## Architektur
Das Rathaus wurde nach den Plänen des Vanner Architekten Armand Charrier im italienischen Renaissance-Stil errichtet und stellt eine Kopie des Hôtel de Ville in Paris dar. Das Gebäude wird nördlich und südlich von zwei Seitenflügeln eingerahmt. Die Hauptfassade ist mit einem Frontispiz geschmückt, der eine Rathausuhr trägt und auf dem Giebel das Wappen der Stadt zeigt. Das sich darüber erhebende kleine Türmchen mit einem Glockenspiel erinnert an einen Belfried. Die Fassade ist besonders schmuckreich, es finden sich quadratische Pfeiler an den Seitenflügeln, Halbsäulen am Mitteltrakt, korinthische Kapitelle, abwechselnd dreieckige und gebogene Giebel, Kartuschen und Büsten sowie Voluten.